# Charlene Morett
Charlene Morett, née le 5 décembre 1957, est une joueuse de hockey sur gazon américaine.

## Carrière
Charlene Morett fait partie de l'équipe des États-Unis de hockey sur gazon féminin médaillée de bronze aux Jeux olympiques de 1984 à Los Angeles.